# Stadio Ingeniero Hilario Sánchez
Lo Stadio Ingeniero Hilario Sánchez (in portoghese Estádio Ingeniero Hilario Sánchez), noto anche come Stadio 27 settembre (port. Estádio 27 de Septiembre), è uno stadio di calcio di San Juan, in Argentina.
È intitolato ad Hilario Sánchez, storico ex giocatore e presidente del San Martín (SJ).

## Storia
Costruito nel 1951, lo stadio è stato rinnovato nel 2007 in seguito alla prima storica promozione del San Martín (SJ) in Primera División. Fu costruita la nuova tribuna nord da 14.000 spettatori e furono modernizzati spogliatoi ed area stampa.
Il 26 gennaio 2010 ha ospitato l'amichevole della Nazionale argentina vinta 3-2 contro la Costa Rica.